# Степан Небеш
Небеш Степан Лукич (нар. 3 травня 1896, Добромірка, Збаразький повіт, Тернопільський округ, Австро-Угорщина — пом. 22 березня 1982, Клівленд, Огайо, США) — поручник Українських Січових Стрільців, суддя м. Надвірна, керівник хору «Просвіта», скарбник станиці Братства УСС, член Об’єднання колишніх вояків-українців Америки, член Наукового Товариства ім. Шевченка, член довір’я при Об’єднанні правників-українців в Америці й член видавництва «Червона калина», опікун товариства «Пласт». 

## Біографія
Степан Небеш народився 3 травня 1896 р. у с. Добромірка Збаразького повіту на Тернопільщині. Після навчання у початковій школі поступив у Тернопільську гімназію (1906–1914), а з початком Першої світової війни зголосився добровольцем до Легіону Українських Січових Стрільців. 3 вересня 1914 року на Закарпатті пройшов військовий вишкіл. Після вишколу вирушив на фронт 1-й курінь УСС під командою Василя Дідушка. Під с. Веречки  відбувся 28 вересня 1914 року Небеша поранили й через Будапешт направлений до шпиталя у Відень. У 1915–1917 роках брав участь у подільських боях проти за р. Золотою Липою і Стрипою. Вступає до лав до Галицько-Буковинського куреня Січових Стрільців, яким командував Євген Коновалець. 1 липня 1917 р. в Конюхові біля Бережан потрапляє у полон до росіян у Озерна. Степан Небеш у Тернополі втікає з полону і виїхав до Станіславова, а далі до Києва, де навчався на правничому факультеті Київського університету.
У листопаді 1918 р. допомагав Володимирові Винниченку виїхати зі столиці та передав Головній Німецькій Команді ультиматум Директорії з вимогою нейтральності німецьких окупаційних військ в Україні.
В 1920 р. вернувся до Галичини. У Львові протягом 1921–1927 років вивчав право в Таємному Українському Університеті. Після завершення навчання три роки працював як судовий аплікант в окружному суді в Тернополі (1930–39). У 1941 році отримав посаду судді в Надвірній та керував церковним хором. 
У листопаді 1943 р. був заарештований німцями за підозрою у зв’язках з ОУН, однак незабаром звільнений, після знущань його звільнили його як суддю з келії смерти в Станиславові по вул. Білінського (зараз вул. Академіка Сахарова).
Навесні 1944 р. емігрував через Австрію в Німеччину, 1949 — у США, де жив у Клівленді. Член Братства УСС, Об’єднання бувших вояків українців в Америці, Товариства українських правників у США, видавництва «Червона калина». Нагороджений ювілейною пропам'ятною відзнакою «50-ліття УСС», заснованою рішенням загальних зборів ОбВУА до 50-ї річниці виходу Першої сотні УСС на фронт влітку 1914 року. 
Помер 22 березня 1982 року у місті Клівленді. Похорон відбувся 25 березня 1982 року у церкви Св. Йосафата, а тіло спочило на цвинтарі Св. Петра і Павла у Пармі.

### Театр«Просвіта».

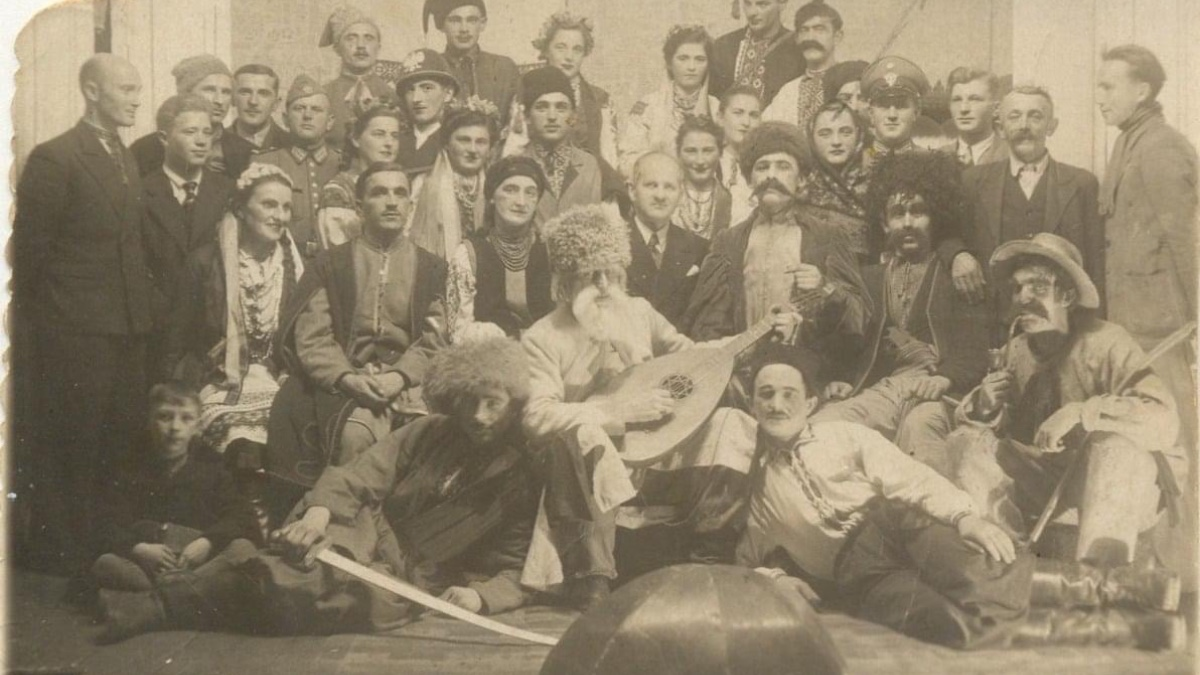
Вистава “Степовий гість” (“За батька”), за п’єсою Б. Грінченка; листопад 1942 року; бандурист- Степан Волянський; позаду нього (в костюмі) режисер Степан Небеш

У місті діяли два театральні гуртки “Просвіта” та “Союз Українок” у Надвірній. Ці два товариства були тісно пов’язані між собою: більшість учасниць “Просвіти” одночасно були учасницями й “Союзу Українок”. Щороку в місті театральний гурток ставив такі п’єси: “Украдене щастя” (І. Франко), “За двома зайцями” (М. Старицький), “Ой, не ходи, Грицю!” (М. Старицький), “Назар Стодоля” (Т. Шевченко), “Вифлеємська ніч” (написав парох з Надвірної І. Луцик), “Степовий гість” (за Б. Грінченком) та багато інших. Ставити вистави надвірнянці намагалися (наскільки це було можливо в умовах окупації) навіть під час Другої світової війни, до 1942 року. 

### Повітовий суд

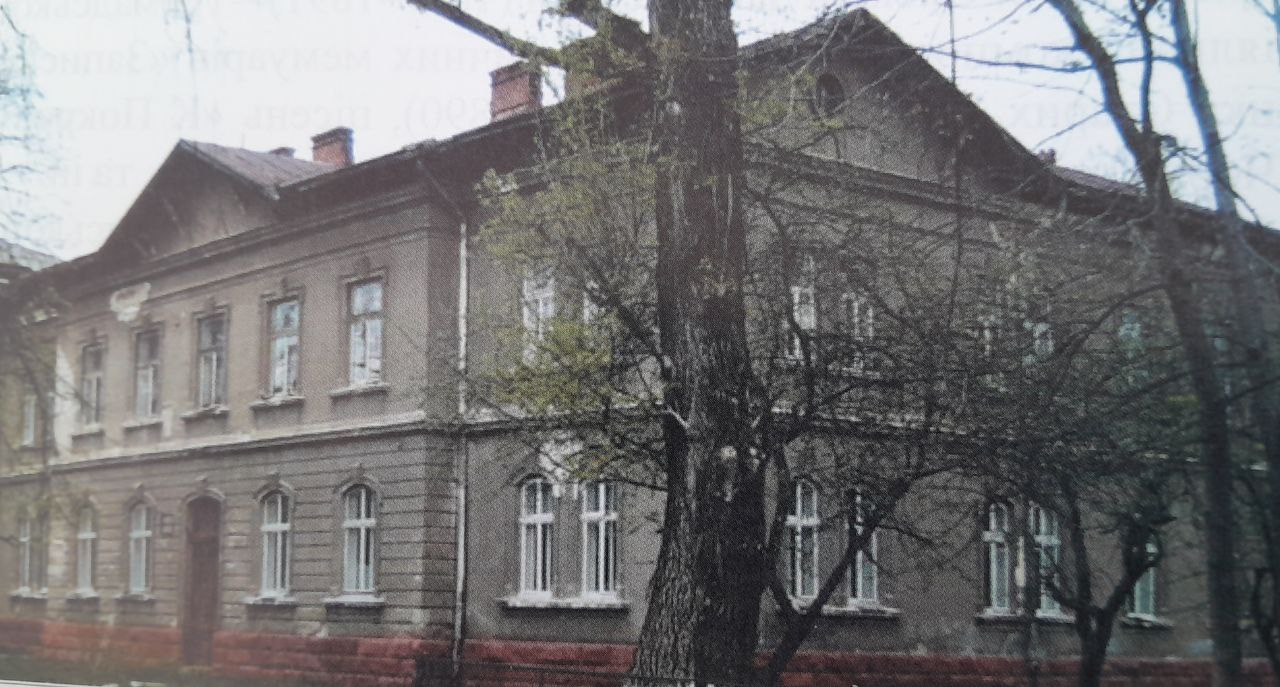
Повітовий суд в м. Надвірна

Знаходився на вул. Г.Мазепи, 18-А, Міцкевича, 2. До 1930-х років розташовувався повітовий суд. Будівля являє собою двоповерховий цегляний, тинькований, на високому декоративному кам'яним рустом цоколі. Г-подібний у плані, з двома входами на осі симетрії головного об'єму споруди, коридорного типу. Композицією дев'ятивіконного головного фасаду формує рівномірне повторення вікон та простінків. Ця рівномірність порушується наявністю осі симетрії, на якій пятивіконному ризаліті розміщено головний вхід у будинок. Ризаліт увінчується фронтоном згладко тинькованим тимпаном без декору. За стильовими ознаками будинок ретроспективний, з елементами народного романтизму та пізньої сецесії. Нині приміщення займає Надвірнянський ліцей № 2.

## Праці Небеша
Автор оповідань із визвольної боротьби: «Нарис про село Добромірка», «Спогад про Куропатки й Конюхи», «Січові Стрільці на Україні в 1917–1918 рр.» й інші.

## Особисте життя
Був одружений на Володимирії. У шлюбі виховали двох синів Ореста і Євгена.